# アレックス・ディカーソン
- アレックス・ディッカーソン

アレキサンダー・ロス・ディカーソン（Alexander Ross Dickerson, 1990年5月26日 - ）は、アメリカ合衆国・カリフォルニア州モントレー郡モントレー出身のプロ野球選手（外野手、内野手）。左投左打。アトランティックリーグのハイポイント・ロッカーズ所属。

## 経歴

### プロ入り前
2008年のMLBドラフト48巡目（全体1432位）でワシントン・ナショナルズから指名されるも、契約せずインディアナ大学ブルーミントン校に進学した。ここでは、外野手と指名打者として活躍した。
2010年には日本で開催された第5回世界大学野球選手権大会にアメリカ合衆国代表として参加した。

### プロ入りとパイレーツ傘下時代
2011年のMLBドラフト3巡目（全体91位）でピッツバーグ・パイレーツから指名され、プロ入り。この年は傘下のA-級ステート・カレッジ・スパイクスでプロデビューした。
2012年はA+級ブレイデントン・マローダーズでプレーし、フロリダ・ステートリーグの年間MVPとなった。

### パドレス時代
2013年11月25日にジャフ・デッカー、マイルズ・マイコラスとのトレードで、サンディエゴ・パドレスへ移籍した。
2014年11月20日にルール・ファイブ・ドラフトでの流出を防ぐために40人枠入りした。
2015年8月6日にウィル・ベナブルが育休リストに入ったためにメジャー初昇格を果たし、同日のミルウォーキー・ブルワーズ戦でメジャーデビュー。8月7日にメジャー初安打を記録するも、翌8日にマイナー降格。9月にはセプテンバー・コールアップにより、再び昇格。腰の張りもあったためにチャンスは限られたが、左翼手の守備固めや代打としてシーズンで8試合に出場することができた。
2016年は5月2日にメジャー昇格を果たす。5月10日のリグレー・フィールドで行われたシカゴ・カブス戦で、ジャスティン・グリムからキャリア初となる満塁本塁打を打ち、同時にメジャー初本塁打と打点も記録することになった。
2017年は怪我の影響で全休となった。
2018年は前年の怪我からメジャー昇格に戻ろうとしたが尺骨副靭帯を断裂し、トミー・ジョン手術を受けたため2年連続でメジャー昇格が無かった。オフの11月3日にFAとなったが、12月13日にマイナー契約で再契約を結び、2019年のスプリングトレーニングに招待選手として参加することになった。

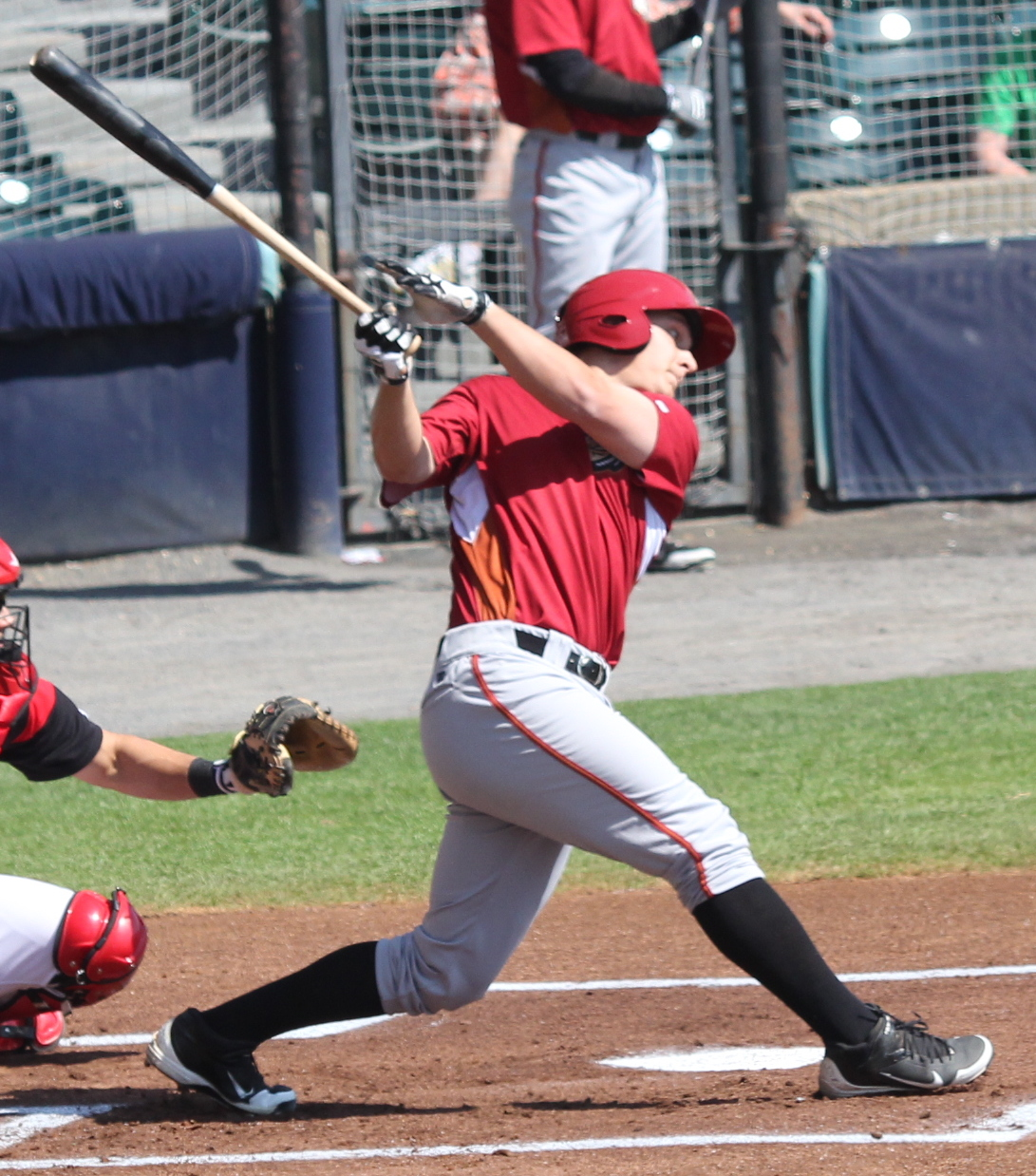
AA級アルトゥーナ・カーブ時代
2013年4月24日 ザ・ダイアモンド

2019年の開幕は傘下のAAA級エル・パソ・チワワズで迎え、5月3日にメジャー契約を結んでアクティブ・ロースター入りした。6月5日にDFAとなった。

### ジャイアンツ時代
2019年6月10日にフランクリン・バンガープとのトレードで、サンフランシスコ・ジャイアンツへ移籍した。移籍後は56試合に出場し、6本塁打を放った。
2020年は新型コロナウイルスの影響で60試合の短縮シーズンとなる中、52試合に出場した。また9月1日のコロラド・ロッキーズ戦では、6打数5安打、2二塁打、3本塁打、6打点と大当たりして1試合16塁打とし、ウィリー・メイズが持つジャイアンツの1試合最多塁打記録に並んだ。
2021年はキャリアハイとなる111試合に出場し、打率.233、13本塁打、38打点を記録した。11月22日にアンソニー・デスクラファニーの加入に伴ってDFAとなり、26日に自由契約となった。

### ブレーブス時代
2022年3月16日にアトランタ・ブレーブスと契約を結び、この年の開幕ロースターに名を連ねた。しかし、13試合に出場して打率.121に終わり、4月28日にDFAとなり、30日に傘下AAA級グウィネット・ストライパーズに配属された。オフの10月17日にFAとなった。
2023年3月に開催された第5回ワールド・ベースボール・クラシック（WBC）にイスラエル代表として出場した。

### メキシカンリーグ時代
2023年4月20日にメキシカンリーグのモンクローバ・スティーラーズと契約したが、12試合に出場して打率.265、本塁打は0に終わり、5月5日に自由契約となった。

### 米独立リーグ時代
2023年5月12日にアトランティックリーグのロングアイランド・ダックスと契約した。115試合に出場し、打率.314、26本塁打、91打点の成績を残した。

### 中日時代
2023年12月22日、中日ドラゴンズと契約したことが発表された。背番号は94。推定年俸は7000万円。
2024年3月29日の開幕戦には出場したものの、30日の試合前の全体練習中に腰痛を訴えて当日の試合を欠場した。31日に登録抹消となった。5月24日に一軍再登録されると、翌5月25日のヤクルト戦でNPB初本塁打を記録した。シーズン通算で32試合に出場し、打率.205、3本塁打、5打点にとどまり、10月19日に同年限りで退団となることが報道された。同29日、戦力外通告を受けた。

### 米独立リーグ時代
2025年6月18日、アトランティックリーグのハイポイント・ロッカーズと契約した。

## 選手としての特徴・人物
三振の少なさとパンチ力が持ち味。
幼少期より鳥山明原作のアニメ『ドラゴンボール』のファンであり、好きなキャラクターにベジータを挙げている。
米球界時代の愛称は「おじいちゃん（Grandpa）」。

## 詳細情報

### 年度別打撃成績
| 年 度    | 球 団    | 試 合 | 打 席 | 打 数 | 得 点 | 安 打 | 二 塁 打 | 三 塁 打 | 本 塁 打 | 塁 打 | 打 点 | 盗 塁 | 盗 塁 死 | 犠 打 | 犠 飛 | 四 球 | 敬 遠 | 死 球 | 三 振 | 併 殺 打 | 打 率 | 出 塁 率 | 長 打 率 | O P S |
| -------- | -------- | ----- | ----- | ----- | ----- | ----- | -------- | -------- | -------- | ----- | ----- | ----- | -------- | ----- | ----- | ----- | ----- | ----- | ----- | -------- | ----- | -------- | -------- | ----- |
| 2015     | SD       | 11    | 8     | 8     | 0     | 2     | 0        | 0        | 0        | 2     | 0     | 0     | 0        | 0     | 0     | 0     | 0     | 0     | 3     | 1        | .250  | .250     | .250     | .500  |
| 2016     | SD       | 84    | 285   | 253   | 39    | 65    | 16       | 2        | 10       | 115   | 37    | 5     | 1        | 0     | 2     | 26    | 2     | 4     | 44    | 5        | .257  | .333     | .445     | .788  |
| 2019     | SD       | 12    | 19    | 19    | 1     | 3     | 0        | 0        | 0        | 3     | 2     | 0     | 0        | 0     | 0     | 0     | 0     | 0     | 7     | 0        | .158  | .158     | .158     | .316  |
| 2019     | SF       | 56    | 171   | 155   | 28    | 45    | 13       | 3        | 6        | 82    | 26    | 1     | 1        | 0     | 1     | 13    | 1     | 2     | 35    | 5        | .290  | .351     | .529     | .880  |
| '19計    | SF       | 68    | 190   | 174   | 29    | 48    | 13       | 3        | 6        | 85    | 28    | 1     | 1        | 0     | 1     | 13    | 1     | 2     | 42    | 5        | .276  | .332     | .489     | .820  |
| 2020     | SF       | 52    | 170   | 151   | 28    | 45    | 10       | 1        | 10       | 87    | 27    | 0     | 0        | 0     | 1     | 16    | 2     | 2     | 30    | 5        | .298  | .371     | .576     | .947  |
| 2021     | SF       | 111   | 312   | 283   | 37    | 66    | 10       | 2        | 13       | 119   | 38    | 1     | 0        | 0     | 0     | 23    | 1     | 6     | 76    | 7        | .233  | .304     | .420     | .725  |
| 2022     | ATL      | 13    | 36    | 33    | 3     | 4     | 0        | 0        | 1        | 7     | 2     | 0     | 0        | 0     | 0     | 3     | 0     | 0     | 9     | 3        | .121  | .194     | .212     | .406  |
| 2024     | 中日     | 32    | 102   | 88    | 9     | 18    | 4        | 0        | 3        | 31    | 5     | 1     | 0        | 0     | 0     | 12    | 2     | 2     | 19    | 2        | .205  | .314     | .352     | .666  |
| MLB：6年 | MLB：6年 | 339   | 1001  | 902   | 136   | 230   | 49       | 8        | 40       | 415   | 132   | 7     | 2        | 0     | 4     | 81    | 6     | 14    | 204   | 26       | .255  | .325     | .460     | .785  |
| NPB：1年 | NPB：1年 | 32    | 102   | 88    | 9     | 18    | 4        | 0        | 3        | 31    | 5     | 1     | 0        | 0     | 0     | 12    | 2     | 2     | 19    | 2        | .205  | .314     | .352     | .666  |

- 2024年度シーズン終了時

### 年度別守備成績
| 年 度 | 球 団 | 左翼（LF） | 左翼（LF） | 左翼（LF） | 左翼（LF） | 左翼（LF） | 左翼（LF） | 右翼（RF） | 右翼（RF） | 右翼（RF） | 右翼（RF） | 右翼（RF） | 右翼（RF） |
| 年 度 | 球 団 | 試 合      | 刺 殺      | 補 殺      | 失 策      | 併 殺      | 守 備 率   | 試 合      | 刺 殺      | 補 殺      | 失 策      | 併 殺      | 守 備 率   |
| ----- | ----- | ---------- | ---------- | ---------- | ---------- | ---------- | ---------- | ---------- | ---------- | ---------- | ---------- | ---------- | ---------- |
| 2015  | SD    | 1          | 1          | 0          | 0          | 0          | 1.000      | -          | -          | -          | -          | -          | -          |
| 2016  | SD    | 68         | 104        | 0          | 3          | 0          | .972       | -          | -          | -          | -          | -          | -          |
| 2019  | SD    | 6          | 8          | 0          | 0          | 0          | 1.000      | -          | -          | -          | -          | -          | -          |
| 2019  | SF    | 44         | 58         | 0          | 0          | 0          | 1.000      | 1          | 0          | 0          | 0          | 0          | ----       |
| '19計 | SF    | 50         | 66         | 0          | 0          | 0          | 1.000      | 1          | 0          | 0          | 0          | 0          | ----       |
| 2020  | SF    | 41         | 53         | 1          | 0          | 0          | 1.000      | 5          | 10         | 0          | 1          | 0          | .909       |
| 2021  | SF    | 82         | 107        | 2          | 2          | 0          | .982       | -          | -          | -          | -          | -          | -          |
| 2022  | ATL   | -          | -          | -          | -          | -          | -          | 1          | 0          | 0          | 0          | 0          | ----       |
| MLB   | MLB   | 242        | 331        | 3          | 5          | 0          | .985       | 7          | 10         | 0          | 1          | 0          | .909       |

- 2023年度シーズン終了時

### NPB記録
初記録
- 初出場・初先発出場：2024年3月29日、対東京ヤクルトスワローズ1回戦（明治神宮野球場）、「7番・左翼手」で先発出場
- 初打席・初安打：同上、2回表にサイスニードから右前安打
- 初盗塁：2024年5月24日、対東京ヤクルトスワローズ10回戦（バンテリンドーム ナゴヤ）、8回裏に二盗（投手：木澤尚文、捕手：松本直樹）
- 初本塁打・初打点：2024年5月25日、対東京ヤクルトスワローズ11回戦（バンテリンドーム ナゴヤ）、2回裏にミゲル・ヤフーレから右越ソロ

### 表彰
MiLB
- フロリダ・ステートリーグ最優秀選手賞（英語版）：1回（2012年）

### 背番号
- 1（2015年 - 2016年）
- 24（2019年 - 同年6月4日）
- 8（2019年6月21日 - 同年終了）
- 12（2020年 - 2021年）
- 25（2022年）
- 94（2024年）

### 代表歴
- 第5回世界大学野球選手権大会 アメリカ合衆国代表
- 2023 ワールド・ベースボール・クラシック・イスラエル代表